# Державна служба України у справах ветеранів
Державна служба України у справах ветеранів — колишній центральний орган виконавчої влади, що у 2014—2019 роках реалізував державну політику у сфері соціального захисту ветеранів війни та учасників антитерористичної операції, зокрема щодо забезпечення їхньої адаптації та психологічної реабілітації, забезпечення санаторно-курортним лікуванням, технічними та іншими засобами реабілітації, забезпечення житлом ветеранів війни, надання їм освітніх послуг, соціальної та професійної адаптації військовослужбовців, які звільняються з військової служби, інших учасників антитерористичної операції та осіб, звільнених з військової служби, організації їх поховання.

## Історія
Утворена 11 серпня 2014 року як Державна служба України у справах ветеранів війни та учасників антитерористичної операції замість Державної служби з питань інвалідів та ветеранів. Після того, як було затверджене Положення про Службу, вона розпочала роботу.
Реорганізована зі зміною назви 14 листопада 2018 року, проте вже 28 листопада 2018 уряд вирішив ліквідувати Державну службу України у справах ветеранів війни та учасників антитерористичної операції, а на її базі утворив Міністерство у справах ветеранів.
Міністерство запрацювало у 2019 році.

## Статус
Державна служба України у справах ветеранів до створення Міністерства у справах ветеранів була центральним органом виконавчої влади України, діяльність якої спрямовується і координується Кабінетом Міністрів України через Міністра соціальної політики і яка реалізує державну політику у сфері соціального захисту ветеранів війни, соціальної та професійної адаптації військовослужбовців, які звільняються, осіб, звільнених з військової служби, та учасників антитерористичної операції, в межах своїх повноважень державну політику у сфері волонтерської діяльності.
Серед основних повноважень:
- координує здійснення органами влади заходів з питань:
  - соціального захисту ветеранів війни та учасників АТО, надання їм пільг і гарантій;
  - соціальної та професійної адаптації військовослужбовців;
- збирає та аналізує інформацію про потребу ветеранів війни та учасників АТО:
  - у забезпеченні санаторно-курортним лікуванням;
  - у забезпеченні засобами реабілітації;
  - у забезпеченні житлом;
  - у проходженні психологічної реабілітації, організовує її підготовку і проведення;
- організовує та координує роботу із забезпечення житлом учасників бойових дій, які набули інвалідності під час участі в АТО;
- організовує та координує роботу з надання статусу учасника бойових дій;
- вживає заходів до повернення на Батьківщину військовополонених, пошуку тих, хто пропав безвісти;
- збирає інформацію про кількість ветеранів війни, які мають право на виплату щорічної разової грошової допомоги, розраховує потребу в коштах та здійснює моніторинг виплати зазначеної допомоги;
- бере участь в організації поховання осіб, які загинули під час безпосередньої участі в АТО, воєн на території України та інших держав;
- збирає інформацію про соціально-побутові потреби ветеранів війни та учасників АТО та подає Міністрові соціальної політики пропозиції щодо їх задоволення.

Службу очолював Голова, який призначається на посаду та звільняється з посади Кабінетом Міністрів України за поданням Прем'єр-міністра, внесеним на підставі пропозиції Міністра соціальної політики. Він має двох заступників, у тому числі одного першого.
Служба здійснювала свої повноваження безпосередньо та через територіальні органи.
Гранична чисельність апарату — 115 держслужбовців.

## Кадри
Керівництво:
 
  Мальцев Ігор Всеволодович — перший заступник голови
  Марченко Вячеслав Станіславович — заступник голови.
Громадська рада утворена наприкінці 2016 року. До неї входять 35 осіб.
У центральному апараті у 2016 році працювали 20 службовців, у територіальних органах — 40.
Перелік основних департаментів та відділів:
- Департамент соціального захисту та фінансового забезпечення
- Відділ соціальної, професійної адаптації та психологічної реабілітації
- Відділ персоніфікованих баз учасників АТО та програмно-технічного супроводження
- Відділ забезпечення санаторно-курортним лікуванням та засобами реабілітації
- Департамент по роботі з ветеранами війни та учасниками АТО
- Відділ меморіальної роботи та з міжнародних питань
- Відділ зв'язків з громадськими об'єднаннями.

Перелік територіальних органів:
- Західний міжрегіональний відділ (начальник у Чернівцях)
- Південний міжрегіональний сектор (начальник в Одесі)
- Північний міжрегіональний сектор (начальник у Полтаві)
- Східний міжрегіональний відділ (начальник у Дніпрі)
- Центральний міжрегіональний сектор (начальник у Житомирі)
- Сектор у м. Києві[11].

## Діяльність
Одним з головних завдань Служби є створення Єдиного реєстру учасників АТО, до якого можуть увійти 50 тисяч осіб.
До сфери управління Служби передані п'ять центрів соціально-психологічної реабілітації населення (чотири у Київській та один у Житомирській областях), які будуть використовуватися для реабілітації учасників АТО.
У 2016 році фінансова підтримка громадських об'єднань інвалідів та ветеранських організацій з державного бюджету, розподілена через Держслужбу, становила 19,7 млн грн.
У службі створений реєстр похоронів загиблих учасників АТО. На сьогодні служба має інформацію щодо поховання близько 4 тис. загиблих.
27 лютого 2018 Верховна Рада підтримала звернення до Кабінету Міністрів з вимогою створити Міністерство у справах ветеранів на базі Держслужби.